# マーサー・ヒューマン・リソース・コンサルティング
マーサー（Mercer Ltd.）は、ニューヨークを本拠地とし、世界40カ国約180都市にわたるグローバルネットワークに、19,000名以上のスタッフを擁する世界最大の組織・人事マネジメント・コンサルティング会社。
アメリカ大手保険グループであるマーシュ・アンド・マクレナングループに属し、日本法人は1978年に設立。
アメリカにおいては主に経営戦略コンサルティングを行うマーサー・マネジメント・コンサルティング、組織変革コンサルティングを行うマーサー・デルタ・コンサルティング、人事コンサルティングを行うマーサー・ヒューマン・リソース・コンサルティングとブランドが分かれているが、日本においてはマーサーのブランドで上記の3つの領域のコンサルティングを行っている。
日本においては、50年近くにわたる豊富な経験をもとに、あらゆる業種の企業・公共団体に対し、組織改革、人事制度構築、福利厚生・退職給付制度構築、M&Aアドバイザリーサービスに加え、年金数理、年金資産運用、給与データサービスまでに及ぶ組織・人事マネジメント全般に関し、日本で数少ないフルラインのコンサルティング・サービスを行っている。
人事制度に関しては、職責の大きさに応じてポイントをつけ、給与水準や職位に連動させるInternational Position Evaluation Systemという仕組みを使った人事制度策定を得意としている。また、コンピテンシーを日本企業に他社に先駆けて導入したことでも知られる。
2002年に株式会社ウィリアム・エム・マーサーよりマーサー・ヒューマン・リソース・コンサルティングに社名変更し、2007年に現在の社名に変更。